# Aartsbisschop van Canterbury

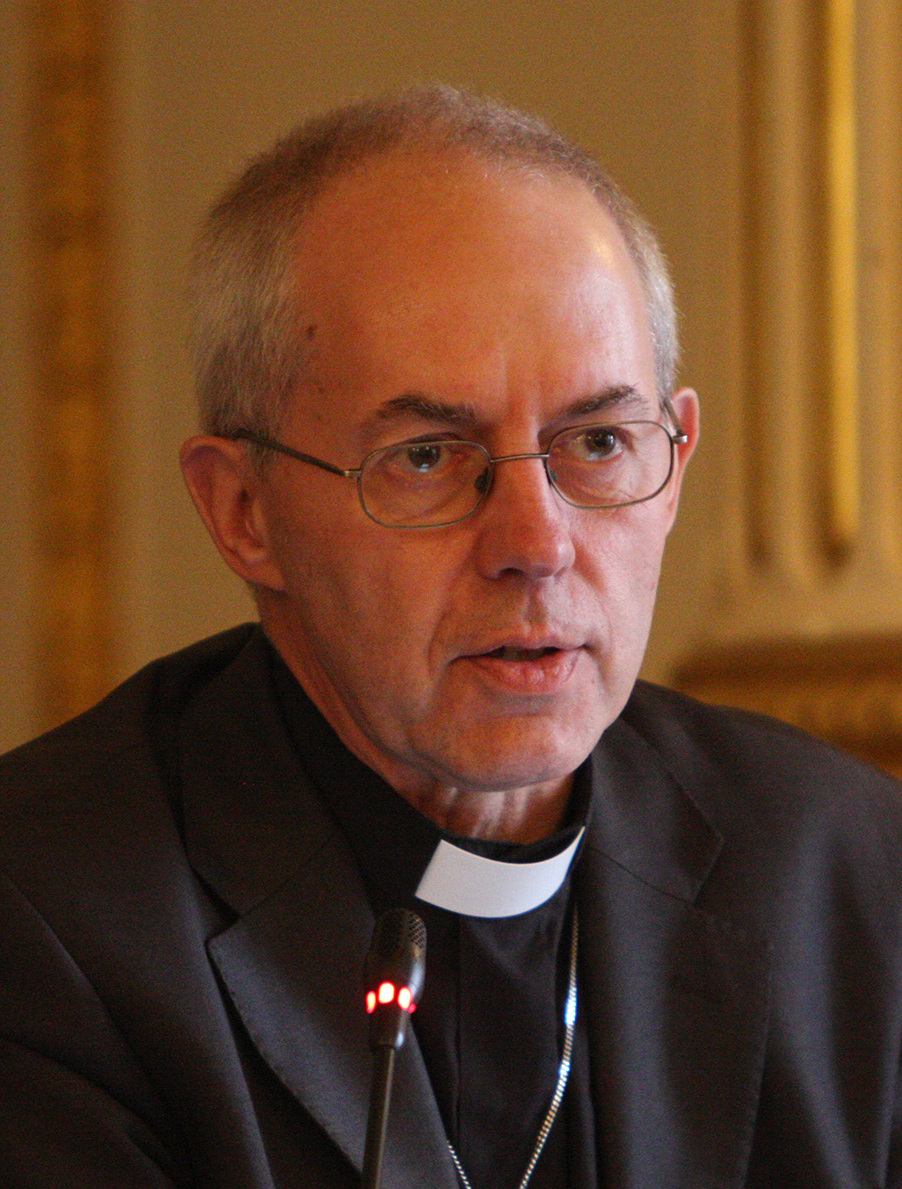
Justin Welby, voormalig aartsbisschop van Canterbury

De aartsbisschop van Canterbury is het religieuze hoofd van de anglicaanse Kerk en de belangrijkste religieuze hoogwaardigheidsbekleder in Groot-Brittannië. Hij is de rechtstreekse opvolger van St. Augustinus, de eerste aartsbisschop. Sinds 21 maart 2013 is Justin Welby de 105e aartsbisschop. Ook Lanfranc van Bec was aartsbisschop van Canterbury na de afgezette Stigand. Anselmus van Canterbury volgde hem op.
De aartsbisschop zetelt meestal in Lambeth Palace, in de regio Lambeth, in Londen, maar soms ook in het oude paleis, Canterbury, naast de kathedraal, waar zijn cathedra is. Ex officio is de aartsbisschop ook een van de vijf Lords Spiritual, de anderen zijn de bisschoppen van York, Londen, Durham en Winchester (de Five Great Sees), in het Hogerhuis. Daarmee is hij een van de belangrijkste personen van het Verenigd Koninkrijk, die alleen de koninklijke familie moet laten voorgaan.
De aartsbisschop wordt sinds Hendrik VIII benoemd door de Britse monarch. Nu echter wordt hij aangeduid door de premier in naam van de monarch uit een lijst van twee kandidaten.
De dag van vandaag vervult de aartsbisschop vier belangrijke rollen.
- Hij is het hoofd van het bisdom Canterbury, dat zich uitstrekt over het oostelijk deel van de provincie Kent en het uiterste noordoosten van de provincie Sussex. Dit bisdom werd gesticht in 597 en is daarmee het oudste bisdom in Engeland.
- Hij is de metropoliet (hoofd van een kerkprovincie) van de kerkprovincie Canterbury, die zich uitstrekt over de zuidelijke twee derden van Engeland.
- Omdat hij primaat van Engeland is, is hij de belangrijkste religieuze figuur in de anglicaanse Kerk. De koning is het hoofd van de anglicaanse Kerk maar niet het religieus hoofd. Hij speelt een belangrijke rol tijdens de kroning en hem wordt vaak gevraagd naar heikele kwesties binnen het Verenigd Koninkrijk.
- Als symbolisch hoofd van de Anglicaanse Gemeenschap is hij de belangrijkste (primus inter pares) van alle anglicaanse primaten. Sinds 1867 roept de aartsbisschop vergaderingen (meestal tienjaarlijks) bijeen van alle anglicaanse bisschoppen, de Conferenties van Lambeth.